# Gnome et Rhône AX2
Die Gnome et Rhône AX2 war ein Motorradgespann des französischen Herstellers Gnome et Rhône, das von 1937 bis 1945 überwiegend für den Militärbetrieb gebaut wurde.

## Technik und Verbreitung
Der Zweizylinder-Boxermotor der AX2 entstand aus dem OHV-Motor der Gnome et Rhône X mit 750 cm³ Hubraum, der bereits 1935 dem Solomotorrad zu einer Leistung von 33 PS und einer Höchstgeschwindigkeit von 150 km/h verhalf. Die Gnome et Rhône XA (mit Seitenwagen) von 1936 war im harten Geländeeinsatz zu anfällig, sodass sich Gnome et Rhône zur Entwicklung eines seitengesteuerten Motors mit 800 cm³ Hubraum (Bohrung 80 mm, Hub 80 mm) entschied, der über ein Viergang-Getriebe die Leistung über Kardanwelle an das Hinterrad und an das Beiwagenrad weiterleitete. Die Leistung von 18,5 PS wurde bei einer Maximaldrehzahl von 4000 min−1 abgegeben. Der Pressstahlrahmen war am Hinterrad ungefedert, am Vorderrad dämpfte eine Trapezgabel die Schwingungen; alle Räder des 420 kg Nutzlast – bei einem Leergewicht von 316 kg – tragenden Gespanns waren untereinander austauschbar.
Die Praxistauglichkeit bewies die AX2 bei der Zuverlässigkeitsfahrt von Paris nach Dakar vom 2. Dezember bis 28. Dezember 1938. Vor dem Zweiten Weltkrieg wurden AX2 nach Polen, Tschechoslowakei und der Sowjetunion geliefert. Die deutsche Wehrmacht benutzte die AX2 als Beutemotorrad im Afrikafeldzug.